# Saison 2 de Loïs et Clark
Chronologie
Saison 1 de Loïs et Clark Saison 3 de Loïs et Clark
Cet article présente le guide des épisodes de la seconde saison de la série télévisée Loïs et Clark
Cette saison fut diffusée entre le 18 septembre 1994 et le 21 mai 1995 sur ABC aux États-Unis. 
En France elle fut diffusée le mardi soir sur M6 au printemps 1995.
À partir de cette saison Justin Whalin remplace Michael Landes pour le rôle de Jimmy Olsen, John Shea et Tracy Scoggins ne sont plus présentés au casting car Lex n’apparaîtra que dans un seul épisode, quant au personnage de Cat Grant interprété par Tracy Scoggins, il disparaît de la série à partir de cette saison.

## Résumé de la saison
Après la chute de Lex Luthor, Metropolis semble pouvoir enfin respirer… mais cette accalmie ne dure pas. Dans le vide laissé par l’ancien magnat du crime, une nouvelle force émerge dans l’ombre : l’Intergang, une organisation criminelle internationale aussi discrète que redoutablement structurée.
Derrière des façades respectables, notamment la chaîne de magasins Cost Mart dirigée par Bill Church Sr., l’Intergang infiltre tous les niveaux de la société : politique, médias, armée… Tandis que Superman tente de contenir cette menace invisible, Lois et Clark, toujours journalistes au Daily Planet, se lancent dans une enquête dangereuse qui les rapproche inexorablement.
Leur complicité professionnelle devient peu à peu une relation plus intime, mais la double vie de Clark menace de tout faire basculer. Lois, troublée, ressent des sentiments puissants pour deux hommes… sans se douter qu’il s’agit du même. Clark, quant à lui, cherche le bon moment pour lui révéler la vérité, mais les circonstances – et les menaces – s’y opposent sans cesse.

## Épisodes

### Épisode 1:Madame Ex
- Titre original : Madame Ex
- Numéro(s) : 23 (2-1)
- Diffusion(s) : 
  -  États-Unis : 18 septembre 1994 sur ABC
  -  France : 18 avril 1995 sur M6
- Invités : Emma Samms (Arianna Carlin ), Denise Crosby (Dr. Gretchen Kelly)
- Résumé : Le docteur Arianna Carlin arrive au Daily Planet, pour y animer une chronique, mais c'est une couverture, en réalité il s'agit d'une vengeance. En effet, le docteur n'est autre que l’ex femme de Lex. Celle-ci a décidé de venger son ex-mari (qui s'est suicidé) en créant un clone de Loïs Lane, pour s'en prendre à la vie de la vraie Loïs.
- Commentaires : Premier épisode de Justin Whalin qui reprend le rôle de Jimmy Olsen.

### Épisode 2:Le mur du son
- Titre original : Wall of Sound
- Numéro(s) : 24 (2-2)
- Diffusion(s) : 
  -  États-Unis : 25 septembre 1994 sur ABC
  -  France : 18 avril 1995 sur M6
- Résumé : Un bandit a inventé une arme sonique qui émet des sons spéciaux permettant d'endormir toute une population. Il réserve une fréquence particulière à Superman. Ce dernier se lance à leur poursuite mais semble, lui aussi, victime de ces sons étranges.

### Épisode 3:L'informateur
- Titre original : The source
- Numéro(s) : 25 (2-3)
- Diffusion(s) : 
  -  États-Unis : 2 octobre 1994 sur ABC
  -  France : 29 avril 1995 sur M6
- Résumé : Un technicien timide révèle une fâcheuse affaire d'entreprise. Lois peut couvrir l'affaire de corruption, mais lorsqu'il est clair qu'elle ne peut protéger son informateur contre les voyous de l'entreprise, elle est prise de remords.

### Épisode 4:Le farceur
- Titre original : The prankster
- Numéro(s) : 26 (2-4)
- Diffusion(s) : 
  -  États-Unis : 9 octobre 1994 sur ABC
  -  France : 29 avril 1995 sur M6
- Résumé : Kyle Griffin, un ex-détenu qui avait été la cible d'un article de Loïs Lane, se venge en la harcelant et en lui faisant parvenir des cadeaux piégés. L'équipe de journalistes enquête dès lors sur cette affaire afin de le stopper.

### Épisode 5:Main basse sur Métropolis
- Titre original : Church of Métropolis
- Numéro(s) : 27 (2-5)
- Diffusion(s) : 
  -  États-Unis : 23 octobre 1994 sur ABC
  -  France : 2 mai 1995 sur M6
- Résumé : Bill Church est un entrepreneur et un magnat de grandes surfaces. Il fait appel à des bandits locaux pour semer la terreur dans les quartiers chics de la ville. Il propose ensuite aux habitants d'acheter leur maison pour une bouchée de pain.
- Première apparition de Mayson Drake, interprétée par Farrah Forke. Elle sera l'intérêt romantique de Clark durant la Saison 2. Elle apparaîtra dans les épisodes 5, 12, 14 et 16 de la saison 2.

### Épisode 6:Blackout sur Métropolis
- Titre original : Opération Blackout
- Numéro(s) : 28 (2-6)
- Diffusion(s) : 
  -  États-Unis : 30 octobre 1994 sur ABC
  -  France : 2 mai 1995 sur M6
- Résumé : Lorsque la ville est touchée par une coupure de courant, Lois et Clark vont à la recherche du coupable et de son motif. Pendant ce temps, la rédaction du Daily Planet essaie de produire un journal sans aide technologique.

### Épisode 7:Bonnie, Clyde et Compagnie
- Titre original : That Old Gang of Mine
- Numéro(s) : 29 (2-7)
- Diffusion(s) : 
  -  États-Unis : 13 novembre 1994 sur ABC
  -  France : 9 mai 1995 sur M6
- Résumé : Un généticien manipule de l'ADN en vue de ressusciter une bande de gangsters des années '30 : Bonnie et Clyde, Al Capone et autres. Al Capone aimerait bien gérer Metropolis de la même façon qu'il avait régné sur Chicago.

### Épisode 8:Coup de foudre
- Titre original : A Bolt From the Blue
- Numéro(s) : 30 (2-8)
- Diffusion(s) : 
  -  États-Unis : 20 novembre 1994 sur ABC
  -  France : 9 mai 1995 sur M6
- Invités :
- Leslie Jordan (Splendide man en V.F.)  (Waldecker/Resplendant Man),
- Denise Crosby (Dr Gretchen Kelly)
- Résumé : les pouvoirs de Superman sont transmis accidentellement, par le biais d'un coup de foudre, à un homme ayant le mal de vivre. Pendant ce temps, Kelly cherche un moyen de ressusciter Lex Luthor et apprend par inadvertance qu’elle pourrait tenter d’accaparer les pouvoirs fantastiques acquis par l’homme devenu, depuis, fort imbu de lui-même et fortement âpre au gain.

### Épisode 9:Joyeux Noël
- Titre original : Season's Greedings
- Numéro(s) : 31 (2-9)
- Diffusion(s) : 
  -  États-Unis : 4 décembre 1994 sur ABC
  -  France : 16 mai 1995 sur M6
- Résumé : Un ex-employé d'une fabrique de jouets se venge de la société en sortant un jouet pour enfants contenant un gaz chimique provoquant chez les enfants une réaction néfaste. Loïs, Clark et Superman enquêtent.

### Épisode 10:Robot crime
- Titre original : Metallo
- Numéro(s) : 32 (2-10)
- Diffusion(s) : 
  -  États-Unis : 1er janvier 1995 sur ABC
  -  France : 16 mai 1995 sur M6
- Résumé : Des scientifiques transforment le nouveau fiancé de Lucy Lane, un loser avec un casier judiciaire, en un cyborg aux pulsions criminelles. Pas de problème pour Superman, sauf qu'il y a de la kryptonite en jeu.

### Épisode 11:Le cœur du dragon
- Titre original : Chi of Steel
- Numéro(s) : 33 (2-11)
- Diffusion(s) : 
  -  États-Unis : 8 janvier 1995 sur ABC
  -  France : 16 mai 1995 sur M6
- Résumé : Lorsqu'un mystérieux guerrier Chi vole toutes les économies de Perry White, tous les indices mènent à une entreprise qui exploite des immigrés chinois. Superman doit s'initier aux arts martiaux pour arrêter le coupable.

### Épisode 12:La mémoire de l'œil
- Titre original : The Eyes Have It
- Numéro(s) : 34 (2-12)
- Diffusion(s) : 
  -  États-Unis : 22 janvier 1995 sur ABC
  -  France : 23 mai 1995 sur M6
- Résumé : Un optométriste développe un appareil servant à aveugler Superman par des rayons ultraviolets. Lorsque Lois est kidnappée, Superman est impuissant.

### Épisode 13:Lex Luthor: le retour
- Titre original : The Phoenix
- Numéro(s) : 35 (2-13)
- Diffusion(s) : 
  -  États-Unis : 12 février 1995 sur ABC
  -  France : 30 mai 1995 sur M6
- Invités : John Shea (Lex Luthor), Denise Crosby (Dr. Gretchen Kelly) et Tony Jay (Nigel St. John)
- Résumé : Clark propose à Loïs de sortir avec lui. Le Dr Kelly a réussi à ressusciter Lex Luthor ; ce dernier décide alors de reconquérir la femme qu'il a toujours aimée : Loïs Lane.

### Épisode 14:Quand l'audimat s'en mêle
- Titre original : Top Copy
- Numéro(s) : 36 (2-14)
- Diffusion(s) : 
  -  États-Unis : 19 février 1995 sur ABC
  -  France : 30 mai 1995 sur M6
- Invitées: Raquel Welch
- Résumé : Diana Stride, journaliste peu scrupuleuse et assassin pour le compte d'Intergang à ses heures perdues, tente de piéger Superman en lui insérant une puce traqueuse dans le cou. Elle veut découvrir son identité secrète et mettre fin à ses jours.

### Épisode 15:Le retour du farceur
- Titre original : Return of the Prankster
- Numéro(s) : 37 (2-15)
- Diffusion(s) : 
  -  États-Unis : 26 février 1995 sur ABC
  -  France : 6 juin 1995 sur M6
- Résumé : Le Farceur s'évade de prison et ne compte pas seulement se venger de Loïs, mais projette aussi de kidnapper le président des États-Unis et de réclamer une rançon faramineuse.

### Épisode 16:Léon la chance
- Titre original : Lucky Leon
- Numéro(s) : 38 (2-16)
- Diffusion(s) : 
  -  États-Unis : 12 mars 1995 sur ABC
  -  France : 6 juin 1995 sur M6
- Résumé : Léon la chance, membre de l'intergang, incrimine Jimmy d'avoir tué l'un de ses clients. Il a même manipulé Superman pour détourner des armes nucléaires mais, on ne gagne jamais à avoir superman en ennemi.
- Dernière apparition de Mayson Drake, interprétée par Farrah Forke. Elle mourra peu de temps après avoir déclaré son amour à Clark. Elle découvrira juste avant sa mort que Clark est Superman mais elle avouera qu'elle l'a toujours su et remerciera Clark pour tout. Clark et Lois seront dévastés par sa mort.

### Épisode 17:Résurrection
- Titre original : Résurrection
- Numéro(s) : 39 (2-17)
- Diffusion(s) : 
  -  États-Unis : 19 mars 1995 sur ABC
  -  France : 13 juin 1995 sur M6
- Résumé : Après l'enterrement de Mayson Drake, Loïs découvre un homme encore vivant dans un cercueil.
- Clark vengera la mort de Mayson Drake en arrêtant son meurtrier, Stanley Gables, (interprété par Dennis Lipscomb), dans cet épisode où il mourra en prison de son virus mortel.

### Épisode 18:Retour vers le passé
- Titre original : Tempus fugitive
- Numéro(s) : 40 (2-18)
- Diffusion(s) : 
  -  États-Unis : 26 mars 1995 sur ABC
  -  France : 13 juin 1995 sur M6
- Résumé : Tempus est un criminel qui vient du futur pour tenter de tuer Superman étant bébé, à son arrivée sur terre au Kansas.

### Épisode 19:Cible: Jimmy Olsen
- Titre original : Target : Jimmy Olsen
- Numéro(s) : 41 (2-19)
- Diffusion(s) : 
  -  États-Unis : 2 avril 1995 sur ABC
  -  France : 20 juin 1995 sur M6
- Résumé : On apprend que tout petit, Jimmy Olsen a été victime d'essais militaires et s'est vu injecter un virus synthétique. Aujourd'hui, des bandits peuvent manipuler son esprit à leur guise.

### Épisode 20:Superman sur le divan
- Titre original : Individual Responsability
- Numéro(s) : 42 (2-20)
- Diffusion(s) : 
  -  États-Unis : 16 avril 1995 sur ABC
  -  France : 20 juin 1995 sur M6
- Résumé : Un nouveau type de Kryptonite est découvert par l'intergang : la Kryptonite rouge, qui change le comportement de Superman.

### Épisode 21:Concert de plaintes
- Titre original : Whine,Whine,Whine
- Numéro(s) : 43 (2-21)
- Diffusion(s) : 
  -  États-Unis : 14 mai 1995 sur ABC
  -  France : 27 juin 1995 sur M6
- Résumé : Superman est assigné à comparaître : un homme se plaint d'avoir été blessé par lui.

### Épisode 22:Question sans réponse
- Titre original : And The Answer Is...
- Numéro(s) : 44 (2-22)
- Diffusion(s) : 
  -  États-Unis : 21 mai 1995 sur ABC
  -  France : 27 juin 1995 sur M6
- Invité : Tony Jay (Nigel St. John)
- Résumé : Alors qu'il s'apprête à dévoiler à Loïs qu'il est Superman, Clark reçoit un coup de téléphone : quelqu'un prétend connaître son secret...
- Dernière apparition de Nigel St John, ancien bras droit et majordome de Lex Luthor, interprété par Tony Jay.